# 寄居停車區
寄居停车区（平假名：よりいパーキングエリア）是位於埼玉縣深谷市與大里郡寄居町的關越自動車道之休息區。由東日本高速公路管理。

## 連接道路
- 關越自動車道

## 历史
- 1980年7月17日 - 關越自動車道東松山IC至前橋IC開通，此休息區同時啟用。

## 休息區設施
- 上行線（東京方向）
  - 停車場
    - 小型車：78台
    - 大型車：47台
    - 有傷殘士人車位

  - 廁所
    - 男士 大型 8 小型26
    - 女士 33
    - 輪椅人士專用 1

  - 餐廳（8:30-21:00）

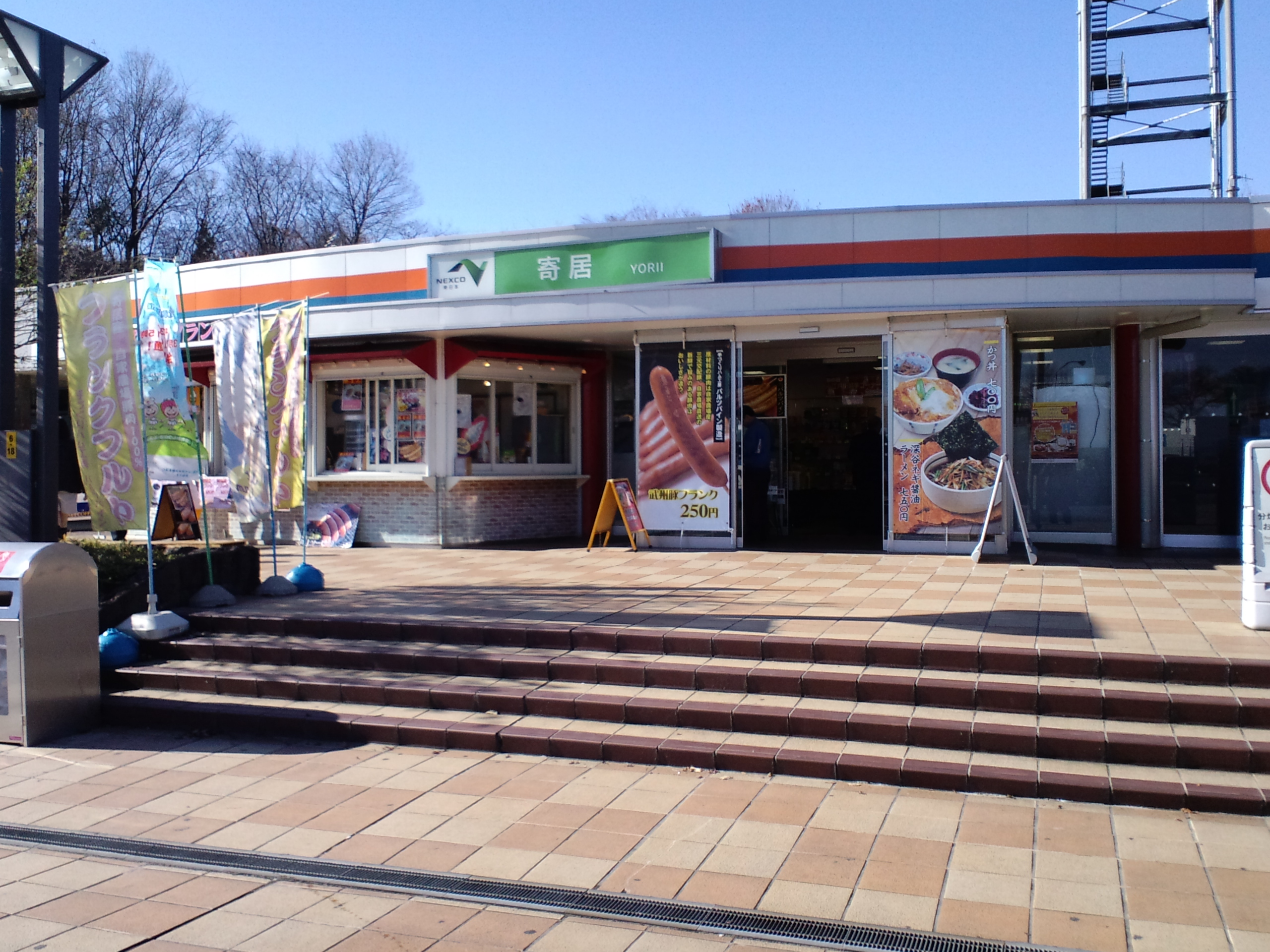
下行線設施

  - Sateritto（11:30-20:00）
  - 商店（8:30-21:00）
  - 自動售賣機
  - 公路資訊
- 下行線（高崎、長野、新潟方向）
  - 停車場
    - 小型車：69台
    - 大型車：32台
    - 有傷殘士人車位

  - 廁所
    - 男士 大型 6（和式2、西式4）、小型19
    - 女士 24（和式16、西式8）
      - 陪同男童使用 2

    - 輪椅人士專用 1

  - 小食販賣（7:00-19:00）
  - 商店（7:00-19:00）
  - 自動售賣機
  - 手提電話充電服務

## 鄰近設施
關越自動車道
(7)花園IC - 寄居停车区 - (8)本庄兒玉IC

## 相關項目
- 日本服務區與休息區一覽

## 外部連結
- 東日本高速道路株式會社（页面存档备份，存于）
  - e-NEXCO服務區與休息區情報
- 寄居町（页面存档备份，存于）